# Dragan Trkulja
Dragan Trkulja (Sombor, 30 settembre 1964) è un allenatore di calcio ed ex calciatore serbo, tecnico del RSV Hohenmemmingen.

## Carriera
Nel 1992 si trasferì all'Ulma, vi rimase per dieci anni e ha vissuto e contribuito a plasmare il periodo di maggior successo del club. Nel 1996 è stato il capocannoniere della Regionalliga Süd con 25 gol, mentre due anni dopo ha aiutato il club a raggiungere la 2. Bundesliga. risultando a fine stagione capocannoniere della squadra. Nella stagione 1998-1999 è nuovamente capocannoniere dell'Ulma, davanti al compagno David Zdrilić, contribuendo al sorprendente salto in Bundesliga della squadra neopromossa. In massima serie, viene impiegato solo come sostituto racimolando appena 7 presenze, segnando solo un gol in occasione della partita persa per 1-2 contro l'Amburgo.

## Palmarès

### Individuali
- Capocannoniere Regionalliga Süd: 25